# Futbol a Puerto Rico

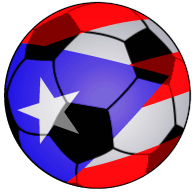

El futbol és el quart esport més popular a Puerto Rico per darrere del beisbol, basquetbol i boxa. És organitzat per la Federació Porto-riquenya de Futbol.

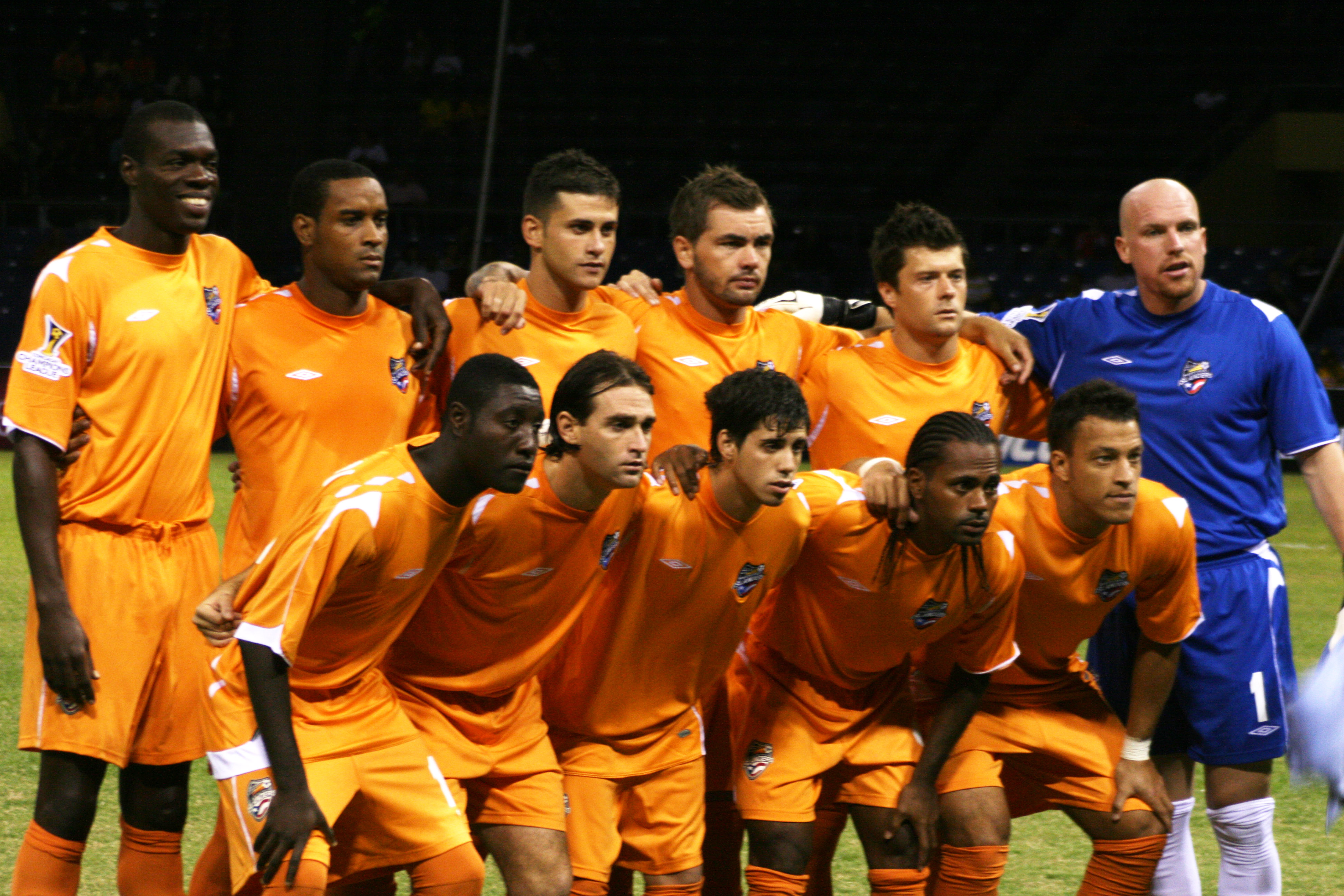
Puerto Rico Islanders.

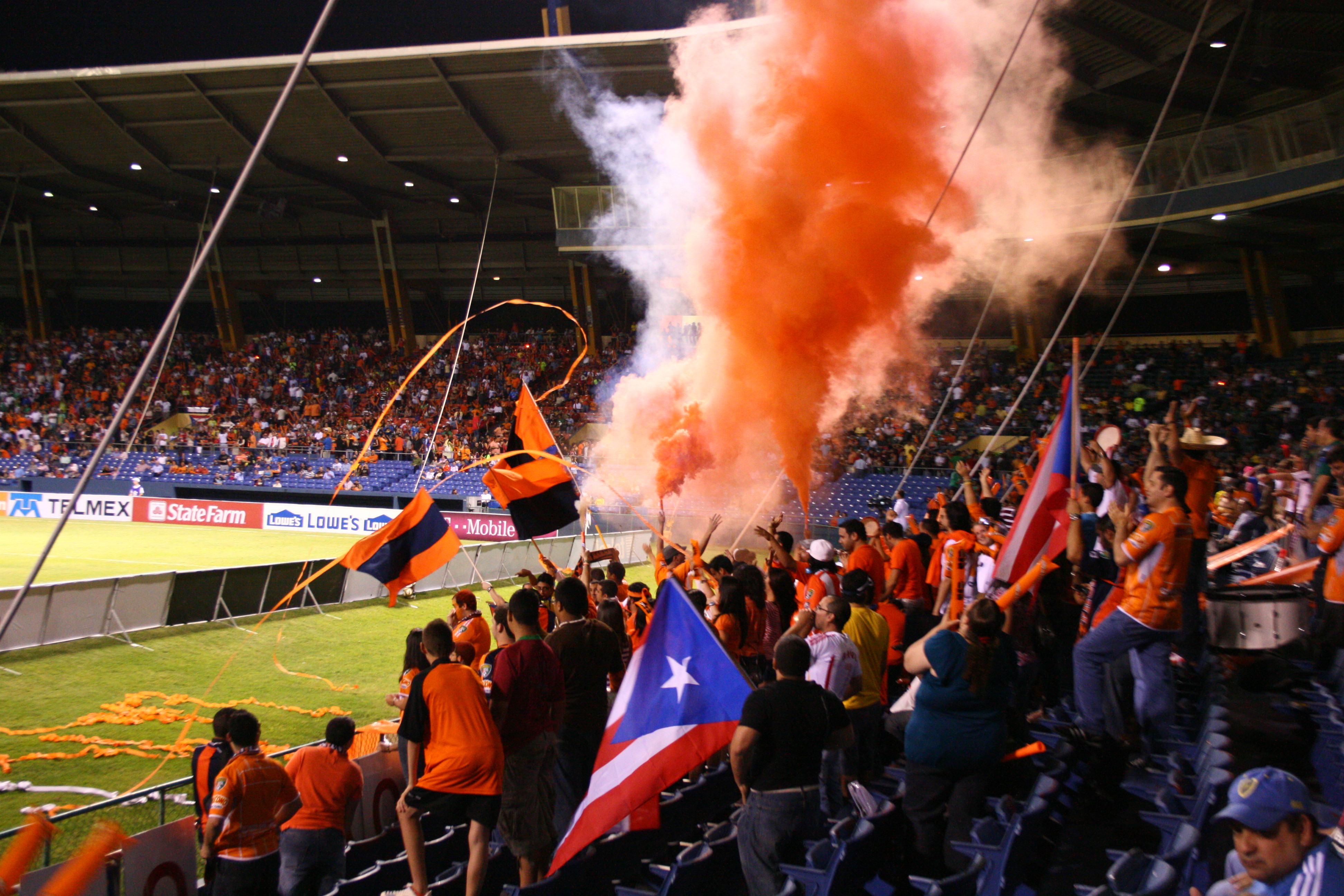
Seguidors de Puerto Rico Islanders.

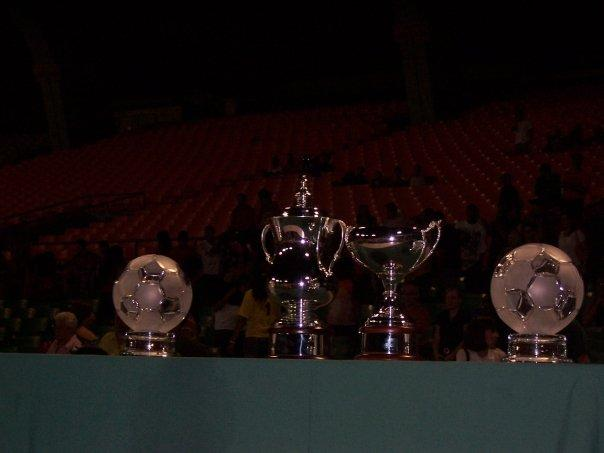
Trofeus del futbol de Puerto Rico.

## Història
El futbol començà a practicar-se a Puerto Rico a començament de segle xx, principalment entre mariners al port de San Juan. No fou fins al 1911 que es fundà el primer club organitzat, el Comercio Sporting Club, el qual formà dos equips, el Minerva i el Mercurio. La primera copa organitzada fou la Copa Porananmiz. El 1913 es formaren el San Juan FC i Ponce Sporting Club. El 1914 es fundà el Celtics FC, primer club de la població anglòfona.

## Competicions
- Lligues:
  - Liga de Puerto Rico (2018-19)
  - Liga Nacional de Fútbol de Puerto Rico (2008-2015, desapareguda)
  - Puerto Rico Soccer League (2008-2017, desapareguda)
  - Campeonato Nacional de Fútbol de Puerto Rico (2005-2007, desapareguda)
  - Liga Mayor de Fútbol Nacional (1997-2005, desapareguda)
  - Torneo Nacional Superior (fins 2002, desapareguda)
- Copes:
  - Copa Luis Villarejo
  - Copa de Puerto Rico (desapareguda)

## Principals clubs
- Puerto Rico Islanders
- Puerto Rico FC
- Puerto Rico United
- CA River Plate Puerto Rico
- Sevilla FC Puerto Rico
- Bayamón Fútbol Club
- Criollos de Caguas FC

## Principals estadis

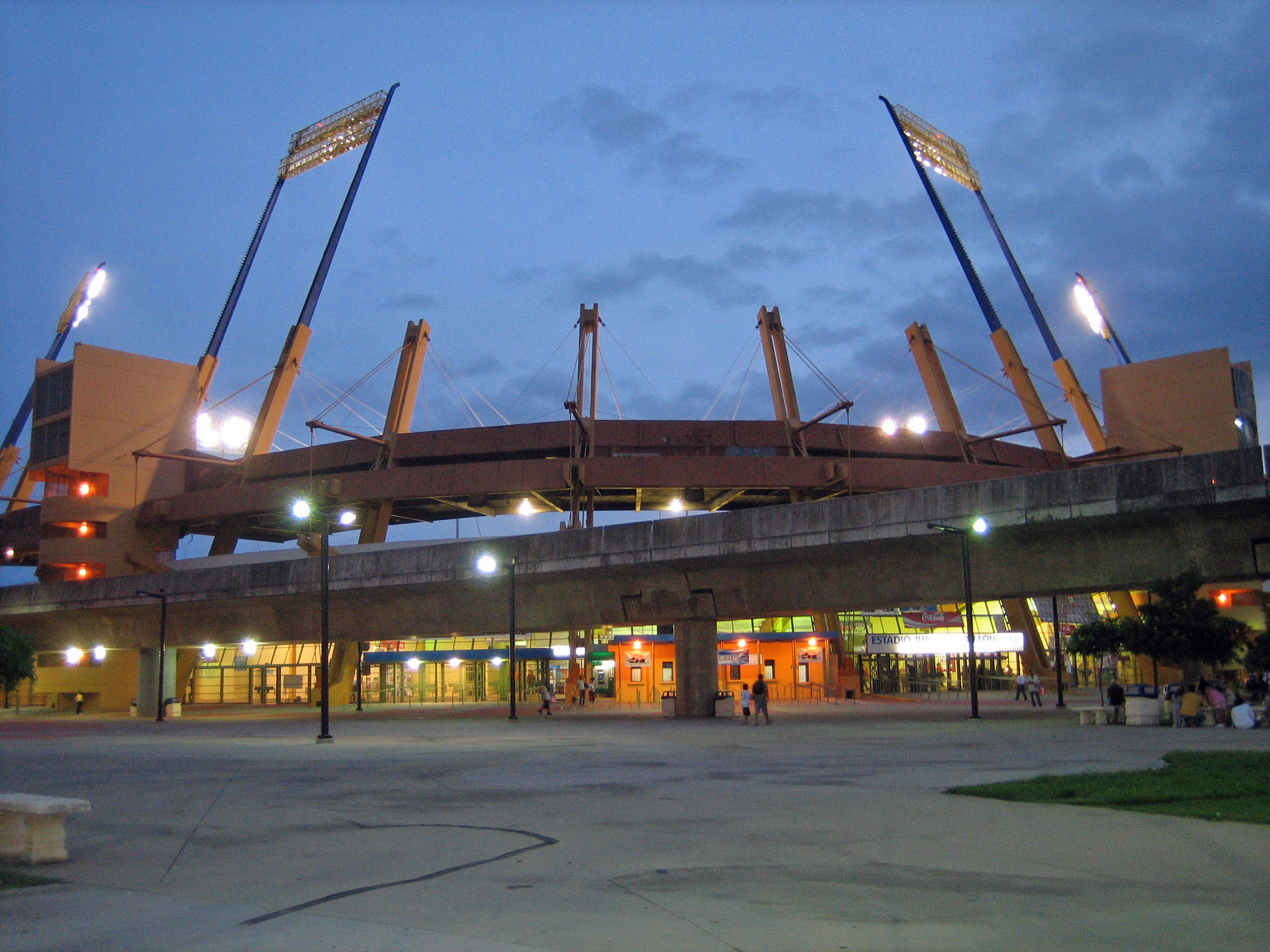
Estadi Juan Ramón Loubriel.

| # | Estadi                     | Seu      | Capacitat |
| - | -------------------------- | -------- | --------- |
| 1 | Estadi Juan Ramón Loubriel | Bayamón  | 22.000    |
| 2 | Estadi Hiram Bithorn       | San Juan | 18.264    |
| 3 | Estadi Francisco Montaner  | Ponce    | 16.000    |
| 4 | Estadi Roberto Clemente    | Carolina | 12.500    |
| 5 | Mayagüez Athletics Stadium | Mayagüez | 12.000    |